# Granica słowacko-węgierska
Granica słowacko-węgierska – granica lądowa pomiędzy Słowacją i Węgrami.

## Kształtowanie się granicy
Granica słowacko-węgierska powstała w 1939 po utworzeniu Pierwszej Republiki Słowackiej, po rozpadzie Czechosłowacji. Kilka dni później wybuchła krótka wojna węgiersko-słowacka, w której Słowacja straciła pas nadgraniczny (patrz mapa poniżej).
W 1945 Słowacja – kraj zależny od Niemców – przestał istnieć. Jego obszary ponownie znalazły się w granicach Czechosłowacji. W 1993 Czechosłowacja rozpadła się ponownie – powstała niepodległa Słowacja. Granica słowacko-węgierska odpowiada dawnej granicy czechosłowacko-węgierskiej z lat 1920–1938 i 1945–1992 (z wyjątkiem fragmentu granicy w tzw. przyczółku bratysławskim – tam granicę ustalono w 1947 roku).

## Przebieg
Granica na zachodzie rozpoczyna się w trójstyku z granicami austriacko-słowacką i austriacko-węgierską. Następnie biegnie w kierunku wschodnim korytem Dunaju, potem korytem rzeki Ipel w kierunku północno-wschodnim do miejscowości Kalonda. Stąd biegnie na północ od miast Salgotarjan i Ozd, przecina rzekę Rimava na zachód od miasta Putnok, łukiem dochodzi do rzeki Bodva, na północ od Hidvegardo.
Następnie przybiera kierunek wschodni, przecina rzekę Hernad, łukiem dochodzi do Satoraljauhely, przecina rzekę Bodrog i dochodzi do Cisy. Dalej biegnie Cisą i kończy się w trójstyku z granicami węgiersko-ukraińską i słowacko-ukraińską.

### Słowackiekrajeprzygraniczne
- Kraj trnawski
- Kraj nitrzański
- Kraj bańskobystrzycki
- Kraj koszycki
- Kraj bratysławski

### Węgierskiekomitatyprzygraniczne
- Komitat Borsod-Abaúj-Zemplén
- Komitat Győr-Moson-Sopron
- Komitat Komárom-Esztergom
- Komitat Nógrád
- Komitat Pest
- Komitat Szabolcs-Szatmár-Bereg

## Galeria

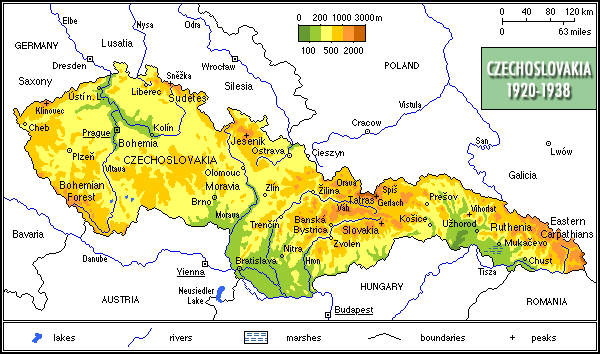
Granica czechosłowacko-węgierska.
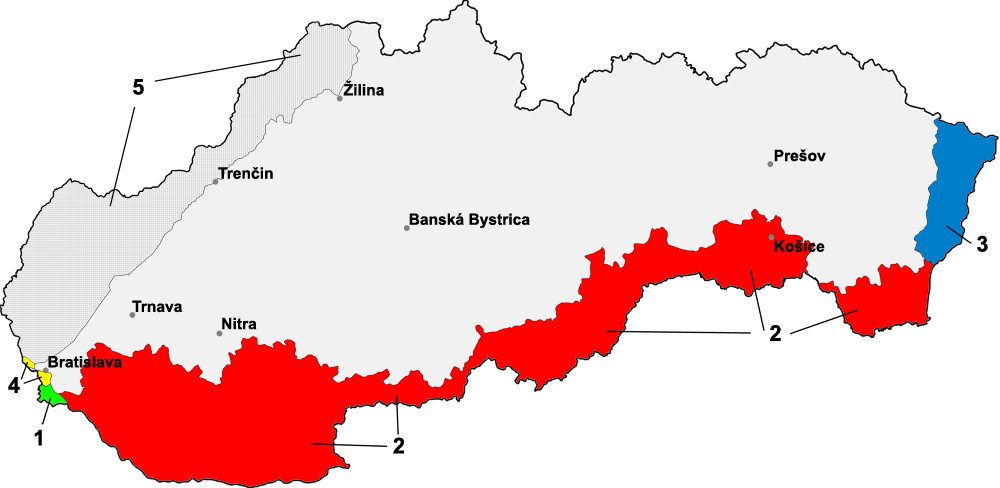
Tereny przyłączone do Węgier w latach 1938–1939 (czerwony i niebieski)
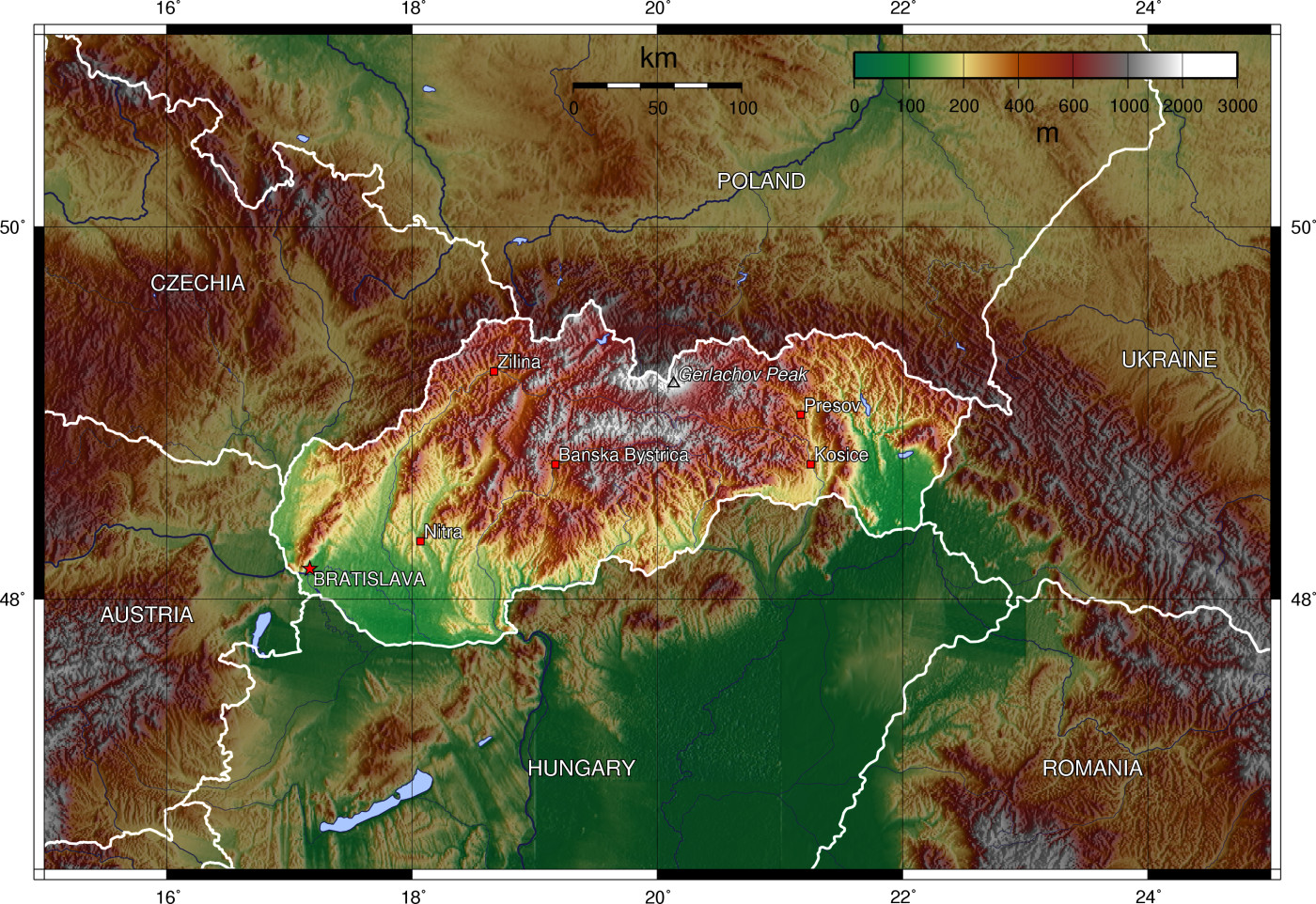
Obecna granica słowacko-węgierska.
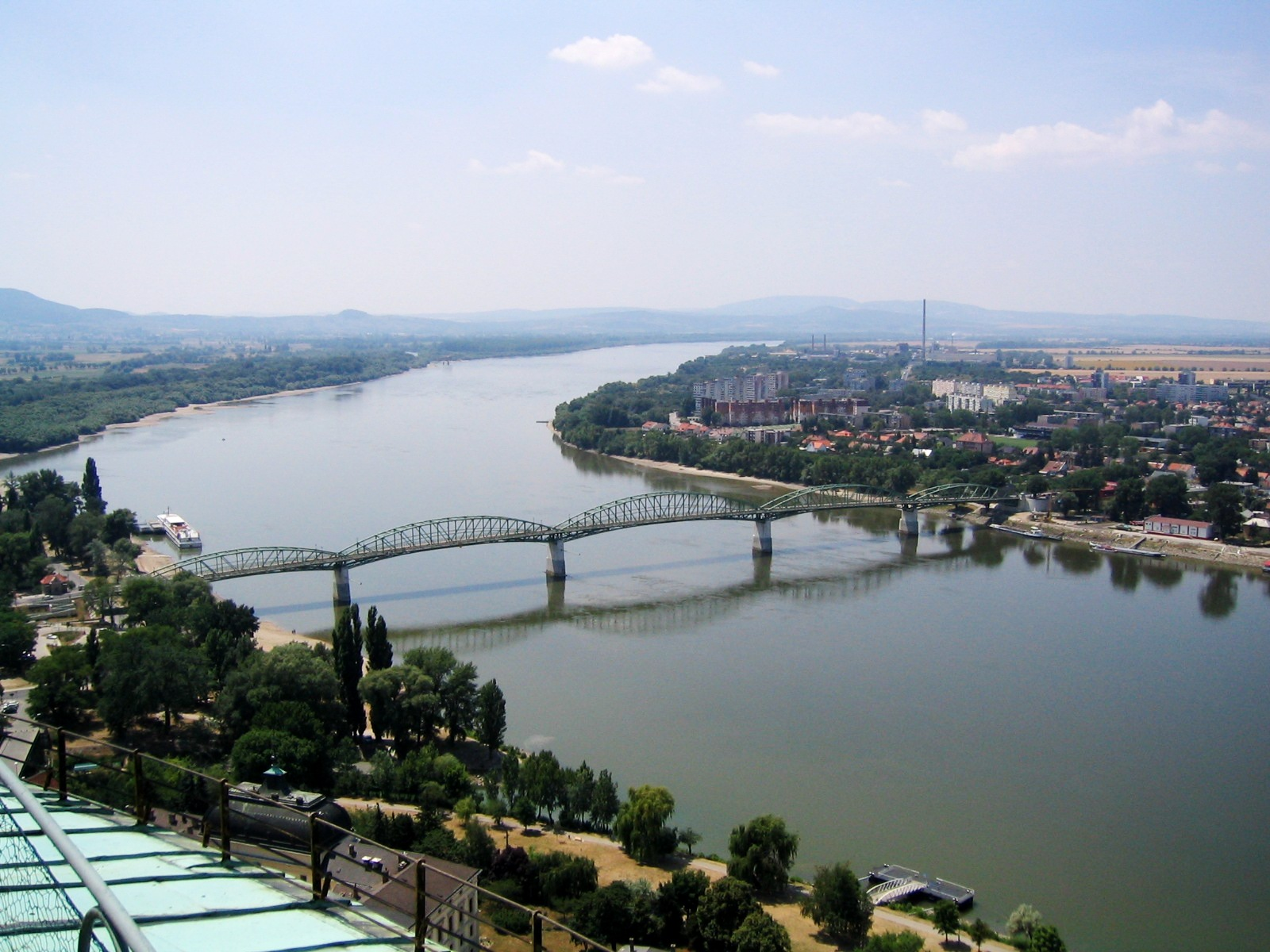
Most graniczny łączący Štúrovo i Ostrzyhom.